# توني بينيت (لاعب كرة سلة أمريكي)
توني بينيت (1 يونيو 1969 في الولايات المتحدة - ) (بالإنجليزية: Tony Bennett)‏ هو مدرب كرة سلة ولاعب كرة سلة أمريكي في مركز هجوم خلفي. لعب مع شارلوت هورنتس وخيالة فرجينيا ‏.

## وصلات خارجية
- توني بينيت على موقع إن بي أي (الإنجليزية)
- توني بينيت على موقع سبورتس رفرنس (الإنجليزية)
- توني بينيت على موقع كلية كرة السلة في سبورتس رفرنس.كوم (الإنجليزية)
- توني بينيت على موقع ريلجم (الإنجليزية)
- توني بينيت على موقع بروبوليرز (الإنجليزية)
- توني بينيت على موقع كلية كرة السلة في سبورتس رفرنس.كوم (الإنجليزية)